# Philipp Ulsted
Philipp Ulsted(ou Philipp Ulstad, latin: Philippus Ulstadius), (14..?-15..?) est un médecin de Nuremberg, issu d'une famille noble de cette ville.
Il enseigna la médecine à l'université de Fribourg en Suisse durant la première moitié du XVIe siècle. C'était un médecin qui avait une bonne connaissance de l'alchimie mais qui était plus intéressé par l'extraction de la quintessence que par la production de transmutations.

## Œuvres
Deux ouvrages contribuèrent à sa célébrité :
- Coelum philosophorum seu de secretis naturae liber[2] (Fribourg, 1525, traduction allemande Strasbourg, 1527, trad. française[3] Paris, 1546)
- De epidemia tractatus Bâle 1526, traité sur la peste

Suivant Bibliotheca universalis de Conrad Gesner, le Coelum philosophorum (Le Ciel des Philosophes) fut composé à Fribourg mais imprimé à Strasbourg en 1528.
L'ouvrage eut un grand succès et connut une vingtaine d'éditions tant en latin qu'en français ou en allemand.
Intitulé en français : Le Ciel des Philosophes, où sont contenus les secrets de la nature & comme l'homme se peut tenir en santé & longuement vivre, composé par Philippe Ulstade, extrait des livres de Arnould de Villeneuve, du grand Albert, Raymond Lulle, Iehan de la Roche tranchée [Jean Rupescissa], & plusieurs autres bons autheurs, de nouveau traduits de Latin en Français, auquel livre ont été ajoutées les figures, pour donner plus facile intelligence, avecques la table de ce qui est contenu audict livre, Paris 1550.
Cet ouvrage traite principalement des techniques de distillation, de la quintessence, et de l'or potable. Ulsted puise abondamment dans De quinta essentia de Jean de Rupescissa, lui-même tributaire d'Arnaud de Villeneuve ainsi que des traités alchimiques mis sous le nom de Raymond Lulle.  Les appareils et les techniques de distillation avaient déjà été décrits dans les ouvrages de l'apothicaire strasbourgeois Hieronymus Brunschwig au début du siècle ; certaines figures d'alambic sont d'ailleurs exactement identiques à celles publiées Liber de arte distillandi de simplicibus. L'intérêt d'Ulsted s'est surtout porté sur la distillation de la quintessence, obtenue en un très grand nombre d'opérations de rectification.
La recherche de l'or potable est une quête de l'élixir de longue vie, remontant au taoïste chinois Ge Hong et venue en Europe via les alchimistes arabes. La vraie méthode pour faire l'or potable selon Ulsted est celle qu'enseignait Marsile Ficin et qui consiste à faire passer la vertu de l'or (i.e. sa quintessence) dans l'eau ordinaire plutôt que dans l'eau-forte. Elle consiste à éteindre des lames d'or dans une eau résultant de la distillation de fleurs de buglosse, de mélisse et de chélidoine.